# زمین‌لرزه ۱۹۷۴ شبه‌جزیره ایزو
زمین‌لرزه شبه‌جزیره ایزو  در تاریخ ۸ مه ۱۹۷۴ میلادی، برابر با ‎۱۸ اردیبهشت ۱۳۵۳، ساعت ۲۳:۳۳:۲۵ به زمان یوتی‌سی در ژاپن رخ داد. ژرفای این زلزله ۱۱٫۹ کیلومتر بود، و بزرگی آن ۶٫۷ در مقیاس ریشتر اعلام شده‌است. زمین‌لرزه به وقت محلی در روز پنج‌شنبه، ساعت ۸ روی داده و منطقه زمانی آن یوتی‌سی +۹ بوده‌است .
سازمان زمین‌شناسی آمریکا نیز رومرکز این زمین‌لرزه را در مختصات ۳۴°۳۱′۱۹″شمالی ۱۳۸°۴۴′۲۴″شرقی / ۳۴٫۵۲۲°شمالی ۱۳۸٫۷۴°شرقی و ژرفای آن را در ۲ کیلومتر گزارش کرده‌است. بزرگی برگزیدهٔ این سازمان از میان بزرگیهای محاسبه‌شدهٔ مختلف ۶٫۷ در مقیاس ریشتر بوده و از دید اثر، در میان چهار دسته‌بندی «نامحسوس»، «محسوس»، «زیان‌آور» یا «با تلفات»، زلزله را «با تلفات» اعلام کرده‌است.
شمار کشتگان زلزله حدود ۲۷ نفر بوده‌است.تعداد زخمیان ۱۰۲ نفر برآورده شده‌است.